# Paratrophon
Paratrophon là một chi ốc biển, là động vật thân mềm chân bụng sống ở biển thuộc họ Muricidae, họ ốc gai.

## Các loài
Các loài thuộc chi Paratrophon bao gồm:
- Paratrophon cheesemani (Hutton, 1882)[2]
- Paratrophon dumasi (Vélain, 1877)[3]
- Paratrophon patens (Hombron & Jacquinot, 1854)[4]
- Paratrophon quoyi (Reeve, 1846)[5]